# ユメマクラガイ
ユメマクラガイ（Oliva sayana Revenel, 1834）はマクラガイ科の巻貝。O. litterata Lamarck はシノニム。
米国ノースカロライナ州からメキシコ・ユカタン州にかけて分布。産地では普通種。サウスカロライナ州には多く生息し、同州の「州の貝」に指定されている。潮間帯から水深130メートルの砂質干潟または砂底に生息。 

## 形態
殻は全長30ミリから90ミリに達する、マクラガイ科の中では中型ないし大型の種である。蓋はない。細長い円筒形の殻は厚く、硬い。螺塔はやや高く、その先端は尖っている。縫合は深い溝状で、その下縁に沿って畝状の隆起がある。殻口は狭く、外唇は厚い。殻口の内部は薄い紫色。殻の表面は灰色またはクリーム色で、赤褐色の折れ線状の模様がある（英: lettered oliveの由来）ものが多いが個体差が大きい。
フロリダ州沖で稀に黄金色の個体（O. citrina Johnson）が採れるが、収集家の人気を呼んでいる。

## 生態
肉食性。日中は砂の中に潜み、夜間活動する。